# Suzzara
Suzzara (lombardul: Süsèra) település Olaszországban, Lombardia régióban, Mantova megyében. Lakosainak száma 20 979 fő (2023. január 1.). Suzzara Dosolo, Gonzaga, Luzzara, Motteggiana, Pegognaga és Viadana községekkel határos.

## Népesség
A település lakossága az elmúlt években az alábbi módon változott:
| Lakosok száma | 21 211 | 21 154 | 20 979 |
|               | 2017   | 2018   | 2023   |

## Testvérvárosok
- Brioude, Franciaország (1995)